# Фрегаты типа «Альмиранте Падилья»
Фрегаты типа «Альмиранте Падилья» (исп. Clase Almirante Padilla de fragatas) — наиболее крупные боевые корабли ВМФ Колумбии, построены в 1981—1984 годах в ФРГ. Первоначально обозначались как ракетные корветы (исп. Corbetas Misileras), с 1999 года переклассифицированы в ракетные фрегаты (исп. Fragatas Misileras Ligeras).

## Модернизации
В 2008—2011 годах колумбийское государственное судостроительное объединение COTECMAR совместно с французской компанией Thales провела кардинальную модернизацию фрегата «Антиокья». В ходе неё были установлены более совершенные РЛС общего обнаружения Thales SMART-S Mk 2, РЛС управления огнём Thales Sting EO Mk 2, электронно-оптическая СУО Thales Mirador, БИУС SETIS, установка РЭБ и РТР Thales Vigile и комплекс постановки помех Terma SKWS DL-12T. Старые дизели заменили на новые MTU-93 серии 4000, а вместо старой артустановки установили артиллерийский комплекс OTO Melara Strales.
Стоимость работ составила 120 млн долларов. Планируется провести аналогичную модернизацию на трёх остальных кораблях, также запланирована закупка для них южнокорейских ПКР SSM-700K Sea Star.

## Представители серии
| Название                                    | Бортовой номер | Место постройки                    | Заложен           | Спущен на воду       | Вступил в строй      | Статус                                   |
| ------------------------------------------- | -------------- | ---------------------------------- | ----------------- | -------------------- | -------------------- | ---------------------------------------- |
| Альмиранте Падилья (исп. Almirante Padilla) | FM51           | Howaldtswerke-Deutsche Werft, Киль | март 1981 года    | 6 января 1982 года   | 31 октября 1983 года | В строю                                  |
| Кальдас (исп. Caldas)                       | FM52           | Howaldtswerke-Deutsche Werft, Киль | июнь 1981 года    | 23 апреля 1982 года  | 12 февраля 1984 года | В строю                                  |
| Антиокья (исп. Antioquia)                   | FM53           | Howaldtswerke-Deutsche Werft, Киль | 22 июня 1981 года | 28 августа 1982 года | 30 апреля 1984 года  | В строю, прошёл модернизацию в 2011 году |
| Индепендьенте (исп. Independiente)          | FM54           | Howaldtswerke-Deutsche Werft, Киль | 22 июня 1981 года | 21 января 1983 года  | 24 июля 1984 года    | В строю                                  |